# 서울 강남구 테헤란로 8중 추돌 사고
서울 강남구 테헤란로 8중 추돌 사고는 2024년 11월 3일 13시 39분 경 서울특별시 서울특별시 강남구 역삼동에 일어난 8중 추돌 사고이다. 그 과정에서 피의자가 무면허 운전 혐의로 검거되었다.
이날 오후 1시에는 아기 태운 유모차를 밀던 엄마를 치고 도주했던것으로 확인되었다.
2024년 11월 4일 영장심사에서   면허를 한 번도 취득한 적이 없는 것으로 드러나게 되었다. 사고 일으킨 자동차 명의는 모친 소유라고 주장했다.
2024년 11월 26일 용의자는 구속상태로 재판에 넘겨졌다.

## 같이 보기
- 대한민국의 교통 사고